# Fabrica (okręg Sălaj)
Fabrica – wieś w Rumunii, w okręgu Sălaj, w gminie Gârbou. W 2011 roku liczyła 97 mieszkańców.